# Oedaleus manjius
Oedaleus manjius är en insektsart som beskrevs av Chang, K.S.F. 1939. Oedaleus manjius ingår i släktet Oedaleus och familjen gräshoppor. Inga underarter finns listade i Catalogue of Life.